# Lasiocnemus griseicinctipes
Lasiocnemus griseicinctipes là một loài ruồi trong họ Asilidae. Lasiocnemus griseicinctipes được Speiser miêu tả năm 1913.